# Renzow
Renzow este o comună din landul Mecklenburg-Pomerania Inferioară, Germania.